# Miami Dolphins 1999
La stagione 1999 dei Miami Dolphins è stata la numero 34 della franchigia, la trentesima nella National Football League. La squadra si classificò con l'ultimo posto disponibile ai playoff, sorprendendo i Seattle Seahawks nel primo turno, in quella che fu l'unica vittoria in trasferta nei playoff per Dan Marino e la prima per la squadra dal 1972. La settimana successiva la squadra fu umiliata per 62-7 dai Jacksonville Jaguars, in quella che rimane la gara di playoff col risultato più a senso unico dell'era Super Bowl. Quella fu l'ultima partita in carriera di Marino.

## Calendario

### Stagione regolare
| Turno | Data               | Avversario             | Risultato          | Pubblico           |
| ----- | ------------------ | ---------------------- | ------------------ | ------------------ |
| 1     | 13/9/1999          | @ Denver Broncos       | V 38–21            | 75.623             |
| 2     | 19/9/1999          | Arizona Cardinals      | V 19–16            | 73.618             |
| 3     | Settimana di pausa | Settimana di pausa     | Settimana di pausa | Settimana di pausa |
| 4     | 4/10/1999          | Buffalo Bills          | S 23–18            | 74.073             |
| 5     | 10/10/1999         | @ Indianapolis Colts   | V 34–31            | 56.810             |
| 6     | 17/10/1999         | @ New England Patriots | V 31–30            | 60.006             |
| 7     | 24/10/1999         | Philadelphia Eagles    | V 16–13            | 73.975             |
| 8     | 31/10/1999         | @ Oakland Raiders      | V 16–9             | 61.556             |
| 9     | 7/11/1999          | Tennessee Titans       | V 17–0             | 74.109             |
| 10    | 14/11/1999         | @ Buffalo Bills        | S 23–3             | 72.810             |
| 11    | 21/11/1999         | New England Patriots   | V 27–17            | 74.295             |
| 12    | 25/11/1999         | @ Dallas Cowboys       | L 20–0             | 64.328             |
| 13    | 5/11/1999          | Indianapolis Colts     | S 37–34            | 74.096             |
| 14    | 12/12/1999         | @ New York Jets        | S 28–20            | 78.246             |
| 15    | 19/12/1999         | San Diego Chargers     | V 12–9             | 73.765             |
| 16    | 27/12/1999         | New York Jets          | S 38–31            | 74.230             |
| 17    | 2/1/2000           | @ Washington Redskins  | S 21–10            | 78.106             |

### Playoff
| Turno    | Data      | Avversario             | Risultato |
| -------- | --------- | ---------------------- | --------- |
| Wildcard | 9/1/2000  | Seattle Seahawks       | V 20–17   |
| Division | 16/1/2000 | @ Jacksonville Jaguars | S 62–7    |